# Leukerbad

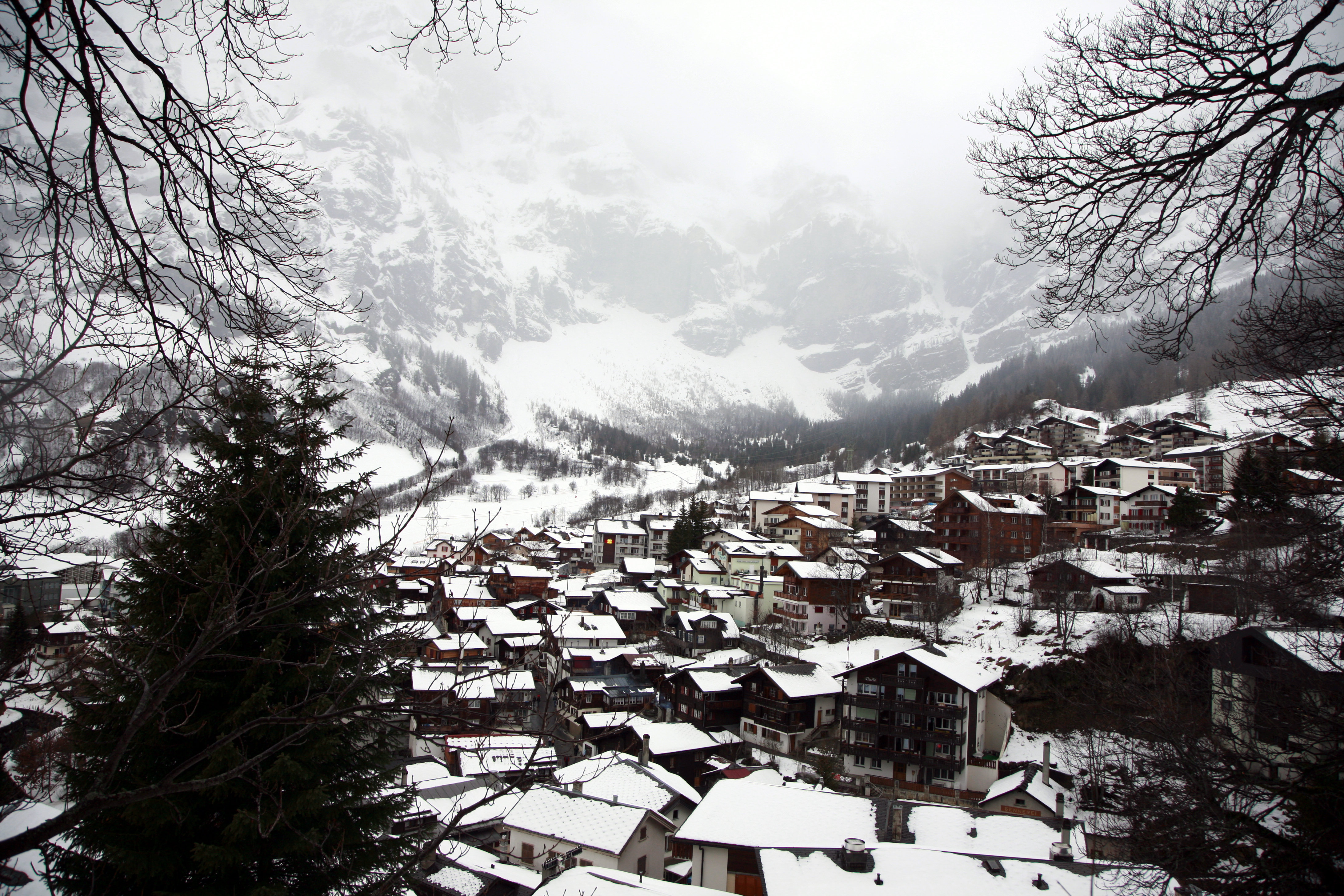
Leukerbad på vintern.

Leukerbad (franska: Loèche-les-Bains, walsertyska: Leiggerbad) är en ort och kommun i distriktet Leuk i kantonen Valais i Schweiz. Kommunen har 1 396 invånare (2023).

## Sport och fritid
I Leukerbad har bland annat deltävlingar vid världscupen i alpin skidåkning genomförts.